# Howhannes Zanazanian
Howhannes Zanazanian, orm. Հովհաննես Զանազանյան, ros. Оганес Арутюнович Заназанян, Oganes Arutiunowicz Zanazanian (ur. 10 grudnia 1946 w Atenach, Królestwo Grecji, 4 października 2015) – ormiański piłkarz, grający na pozycji pomocnika, a wcześniej napastnika, były reprezentant Związku Radzieckiego, olimpijczyk, trener piłkarski.

## Kariera piłkarska

### Kariera klubowa
Wychowanek klubu Ararat Erywań, w drużynie rezerwowej którego rozpoczął karierę piłkarską. W 1965 został piłkarzem Lernagorc Kafan i w debiutowym sezonie zdobył tytuł króla strzelców klubu. W następnym roku przeszedł do Sziraka Giumri, a w końcu sezonu został zaproszony do Araratu Erywań, w którym występował przez dziesięć lat. Wiosną 1976 bronił barw Spartaka Moskwa. Latem 1976 odszedł do SKIF Erywań. W 1979 zakończył karierę piłkarską w klubie Karabach Stepanakert.

### Kariera reprezentacyjna
W latach 1971–1972 wystąpił w 12 meczach olimpijskiej reprezentacji ZSRR. 1972 debiutował w pierwszej radzieckiej reprezentacji. Łącznie rozegrał 6 meczów i strzelił jedną bramkę. Zdobywał brązowy medal igrzysk olimpijskich w 1972 w Monachium.

## Kariera trenerska
Jeszcze będąc piłkarzem rozpoczął pracę szkoleniową. W latach 1976–1977 łączył funkcje trenerskie w SKIF Erywań, a w 1978-1979 w klubie Karabach Stepanakert. W sezonie 1992-1993 trenował libański zespół Homenetmen Bejrut. Następnie od 1994 do kwietnia 1995 prowadził młodzieżową reprezentację Armenii. W latach 1996–2002 pracował w Komitecie Wykonawczym Federacji Piłkarskiej Armenii. W sierpniu 2001 stał na czele Spartaka Erywań, a w maju 2003 został zaproszony na stanowisko głównego trenera Bananca Erywań. W czerwcu 2005 zrezygnował z funkcji trenera i kontynuował pracę jako wiceprezes klubu.

## Sukcesy i odznaczenia

### Sukcesy klubowe
- mistrz ZSRR: 1973
- wicemistrz ZSRR: 1971
- zdobywca Pucharu ZSRR: 1973, 1975

### Sukcesy reprezentacyjne
- brązowy medalista igrzysk olimpijskich: 1972

### Sukcesy trenerskie
- brązowy medalista II ligi ZSRR: 1979
- brązowy medalista mistrzostw Armenii: 2001
- wicemistrz Armenii: 2003
- finalista Pucharu Armenii: 2003, 2004
- finalista Superpucharu Armenii: 2005

### Sukcesy indywidualne
- 3-krotnie wybrany do listy 33 najlepszych piłkarzy ZSRR: Nr 2 (1971, 1973), Nr 3 (1974)

### Odznaczenia
- tytuł Mistrza Sportu ZSRR: 1970
- tytuł Mistrza Sportu Klasy Międzynarodowej:
- tytuł Zasłużonego działacza kultury fizycznej i sportu Armenii
- Medal „Za zasługi przed ojczyzną” klasy I: 2013